# Т-клеточный рецептор

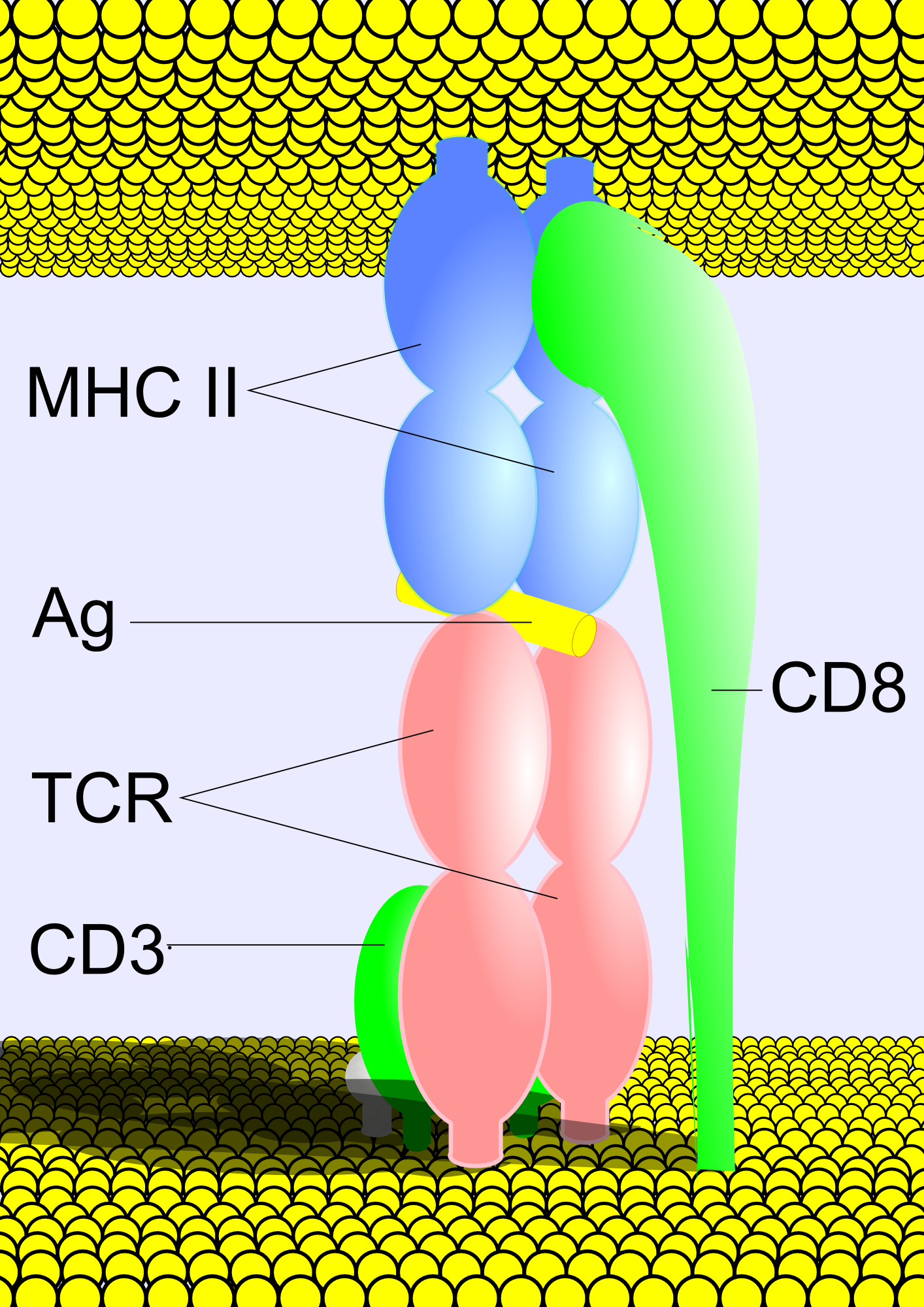
Схема комплекса Т-клеточного рецептора (TCR), антигена (Ag), МНС II и CD8

Т-клеточный рецептор (ТКР, англ. TCR) — поверхностный белковый комплекс Т-лимфоцитов, ответственный за распознавание процессированных антигенов, связанных с молекулами главного комплекса гистосовместимости (ГКГ, англ. MHC) на поверхности антигенпредставляющих клеток. ТКР состоит из двух субъединиц, заякоренных в клеточной мембране, и ассоциирован с мультисубъединичным комплексом CD3. Взаимодействие ТКР с молекулами ГКГ и связанным с ними антигеном ведёт к активации Т-лимфоцитов и является ключевой точкой в запуске иммунного ответа.

## Структура

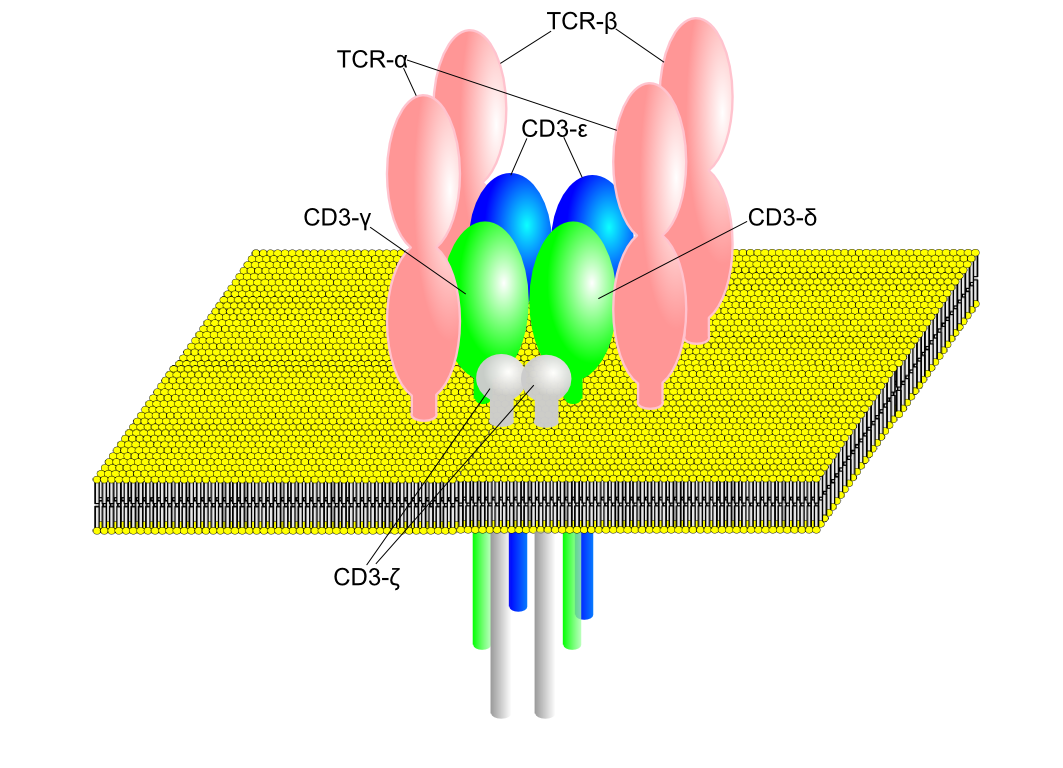
Схема комплекса двух ТКР (TCR) с CD3

ТКР представляет собой гетеродимерный белок, состоящий из двух субъединиц — α и β либо γ и δ, представленных на поверхности клетки. Субъединицы закреплены в мембране и связаны друг с другом дисульфидной связью.
По своей структуре субъединицы ТКР относятся к суперсемейству иммуноглобулинов. Каждая из субъединиц образована двумя доменами с характерной иммуноглобулиновой укладкой, трансмембранным сегментом и коротким цитоплазматическим участком.
N-концевые домены являются вариабельными (V) и отвечают за связывание антигена, презентируемого молекулами главного комплекса гистосовместимости. В составе вариабельного домена содержится характерный для иммуноглобулинов гипервариабельный участок (CDR). За счёт необычайного разнообразия данных участков, различные Т-клетки способны распознавать широчайший спектр антигенов.
Второй домен — константный (C) и его структура одинакова у всех субъединиц данного типа у конкретной особи (за исключением соматических мутаций на уровне генов любых других белков). На участке между С-доменом и трансмембранным сегментом расположен остаток цистеина, с помощью которого между двумя цепями ТКР образуется дисульфидная связь.
Субъединицы ТКР агрегированы с мембранным полипептидным комплексом CD3. CD3 образован четырьмя типами полипептидов — γ, δ, ε и ζ. Субъединицы γ, δ и ε кодируются тесно сцепленными генами и имеют схожую структуру. Каждая из них образована одним константным иммуноглобулиновым доменом, трансмембранным сегментом и длинной (до 40 аминокислотных остатков) цитоплазматической частью. Цепь ζ имеет маленький внеклеточный домен, трансмембранный сегмент, и большой цитоплазматический домен. Иногда вместо цепи ζ в состав комплекса входит цепь η — более длинный продукт того же гена, полученный путём альтернативного сплайсинга.
Поскольку структура белков комплекса CD3 инвариантна (не имеет вариабельных участков), они не способны определять специфичность рецептора к антигену. Распознавание является исключительно функцией ТКР, а CD3 обеспечивает передачу сигнала в клетку.
Трансмембранный сегмент каждой из субъединиц CD3 содержит отрицательно заряженный аминокислотный остаток, а ТКР — положительно заряженный. За счёт электростатических взаимодействий они объединяются в общий функциональный комплекс Т-клеточного рецептора. На основании стехиометрических исследований и измерения молекулярной массы комплекса наиболее вероятным его составом является (αβ)2+γ+δ+ε2+ζ2.
ТКР, состоящие из αβ-цепей и γδ-цепей, весьма близки по структуре. 

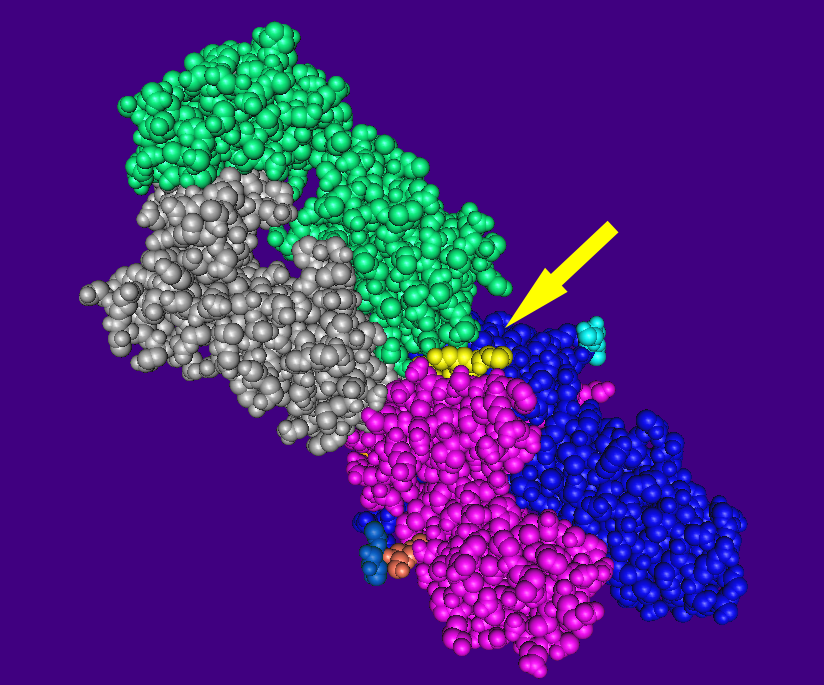
Комплекс αβ-Т-клеточного рецептора человека (зелёный и серый), геммаглютининового пептида (антигена, жёлтый) и главного комплекса гистосовместимости класса II HLA-DR4 (синий и пурпурный)

## Механизмы активации Т-клеток
Основной функцией комплекса ТКР является распознавание специфического связанного антигена и запуск соответствующего клеточного ответа. Механизм трансдукции сигнала, благодаря которому Т-клетка вызывает этот ответ при контакте с её уникальным антигеном, называется активацией Т-клетки. В процессе активации Т-клеток путём так называемой трансмембранной сигнализации обычно участвуют расположенные под липидным бислоем киназы семейства Src, которые осуществляют обратимое фосфорилирование остатков тирозина в активационных цепочках иммунорецепторов - ITAM во внутриклеточных доменах CD3 и ζ.
В передаче сигнала от ТКР принимают участие:
Lck — киназа семейства Src, связанная с внутриклеточным доменом CD4, которая фосфорилирует ITAM в CD3 и ζ;
FYN – киназа семейства Src, которая фосфорилирует ITAM в CD3 и ζ;
CD45 – трансмембранный белок, внутриклеточный домен которого функционирует как тирозинфосфатаза, которая активирует киназы семейства Src;
ZAP70 – киназа семейства SYK, которая связывается с последовательностями ITAM после фосфорилирования тирозина киназами Lck и FYN и фосфорилирует адапторный белок LAT.